# Cupra (azienda)
SEAT Cupra Sociedad Anónima Unipersonal, nota a livello commerciale solo come Cupra, è un'azienda automobilistica spagnola di proprietà del Gruppo Volkswagen, fondata nel 2018 come filiale produttrice di automobili sportive e ad alte prestazioni della casa automobilistica SEAT. 
Nato per identificare le versioni più sportive della SEAT, alla fine del 2018 è diventato un marchio autonomo. Il termine "Cupra" deriva da "Cup Racing", un chiaro riferimento alle radici sportive dell'azienda. 
In merito alla produzione, Cupra si avvale dello stabilimento di Martorell, situato in Spagna, riconosciuto come uno dei più all'avanguardia in Europa. Questo impianto non solo si occupa della produzione di motori e automobili Cupra, ma funge anche da centro di innovazione per l'intero gruppo Volkswagen. 

## Attività sportiva
Nel settore corse, Cupra ha ufficialmente sostituito SEAT Sport introducendo Cupra Racing. Per sottolineare la nuova missione sportiva, la SEAT partecipa attualmente a diverse gare internazionali (WTCR, ETCC, BTCC, STCC, ETCR e TCR). Dal 2021 partecipa anche il campionato Extreme E e dal 2023 il campionato del mondo di Formula E con Abt Sportsline.

## Modelli

### Attuali

#### Da strada

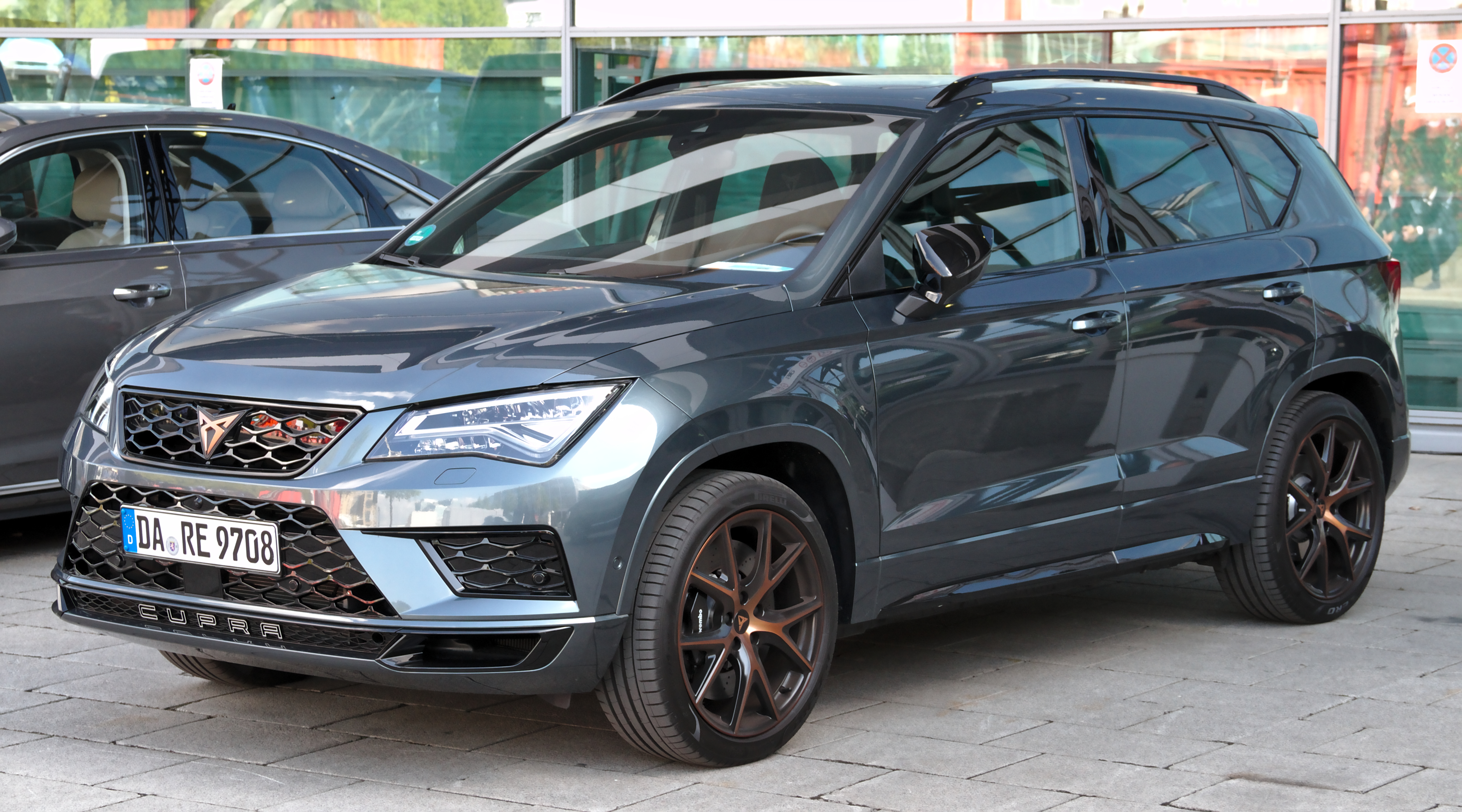
Cupra Ateca

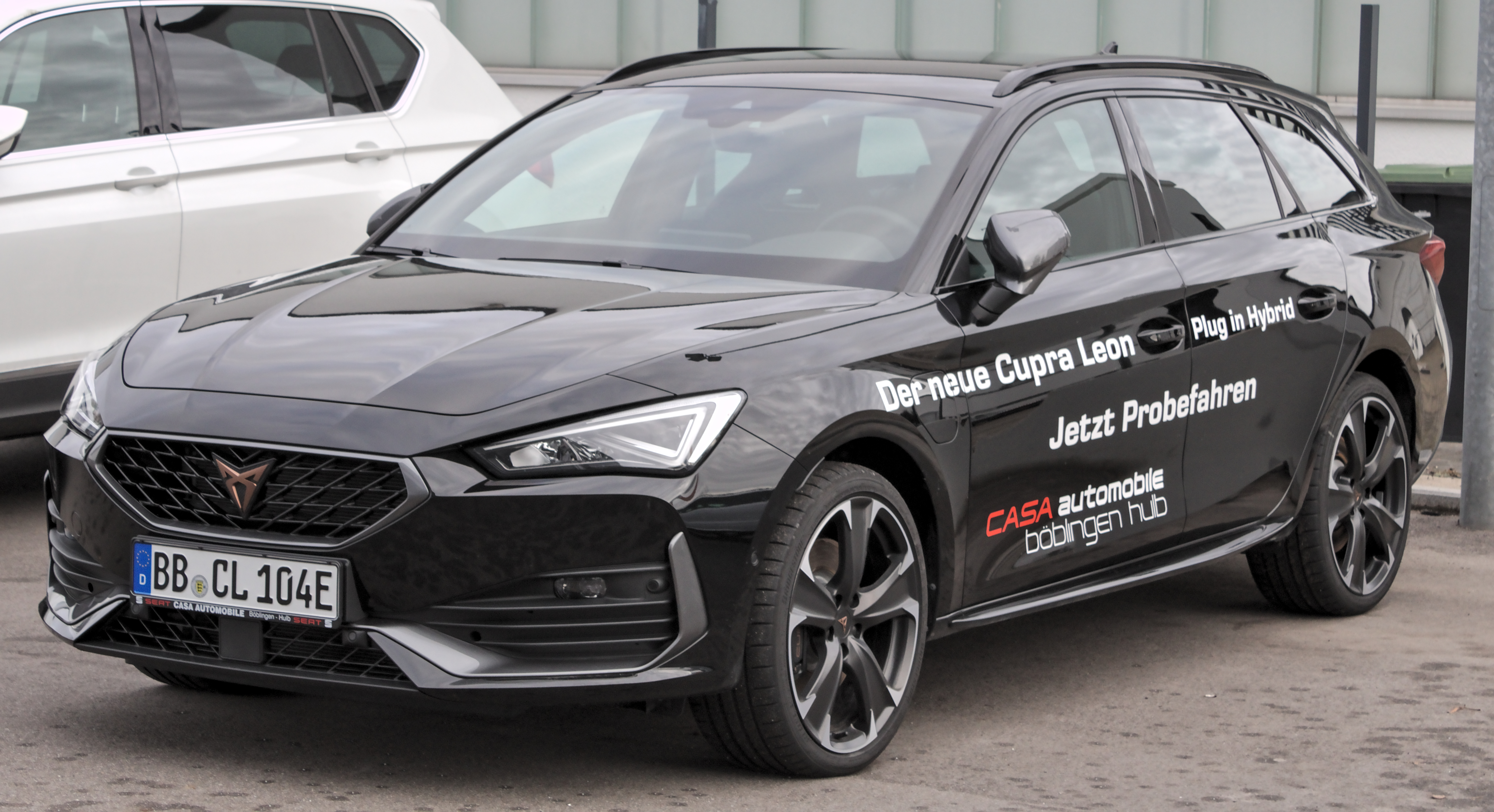
Cupra León Sportstourer

- Born
- Formentor
- Tavascan
- Ateca
- Terramar
- León
- León Sportstourer

#### Edizioni speciali
- Ateca Limited Edition

#### Da gara
- E-Racer
- TCR

#### Prototipi
- Urban Rebel
- Dark Rebel